# 鵜木郁哉
鵜木 郁哉（うのき ふみや、2001年7月4日 - ）は、千葉県佐倉市出身のプロサッカー選手。Jリーグ・いわきFC所属。ポジションは、ミッドフィールダー (MF)。

## 来歴
小学校5年から柏レイソルのアカデミーでプレーし、柏レイソルU-18所属時の2019年3月、トップチームに2種登録された。同年4月10日、YBCルヴァンカップGS第3節・ベガルタ仙台戦で途中出場し、プロ初出場した。
2020年よりユースからトップチームに昇格した。9月13日、J1第16節・サガン鳥栖戦で途中出場し、Jリーグ初出場した。
2022年4月13日、YBCルヴァンカップGS第4節・サガン鳥栖戦で自身プロ初得点を記録し、チームの勝利に貢献した。
同年8月、水戸ホーリーホックへ育成型期限付き移籍。
2023年、水戸ホーリーホックへの育成型期限付き移籍の延長が発表された。
2024年より、柏レイソルへ復帰。
2025年、いわきFCへの期限付き移籍が発表された。

## 所属クラブ
- FC佐倉
- 柏レイソルU-12
- 柏レイソルU-15
- 柏レイソルU-18（日本体育大学柏高等学校）
  - 2019年3月 - 同年12月  柏レイソル（2種登録選手）
- 2020年 -  柏レイソル
  - 2022年8月 - 2023年  水戸ホーリーホック（育成型期限付き移籍）
  - 2025年  いわきFC（期限付き移籍）

## 個人成績
| 国内大会個人成績 | 国内大会個人成績 | 国内大会個人成績 | 国内大会個人成績 | 国内大会個人成績 | 国内大会個人成績 | 国内大会個人成績 | 国内大会個人成績 | 国内大会個人成績 | 国内大会個人成績 | 国内大会個人成績 | 国内大会個人成績 |
| 年度             | クラブ           | 背番号           | リーグ           | リーグ戦         | リーグ戦         | リーグ杯         | リーグ杯         | オープン杯       | オープン杯       | 期間通算         | 期間通算         |
| 年度             | クラブ           | 背番号           | リーグ           | 出場             | 得点             | 出場             | 得点             | 出場             | 得点             | 出場             | 得点             |
| 日本             | 日本             | 日本             | 日本             | リーグ戦         | リーグ戦         | リーグ杯         | リーグ杯         | 天皇杯           | 天皇杯           | 期間通算         | 期間通算         |
| ---------------- | ---------------- | ---------------- | ---------------- | ---------------- | ---------------- | ---------------- | ---------------- | ---------------- | ---------------- | ---------------- | ---------------- |
| 2019             | 柏               | 37               | J2               | 0                | 0                | 1                | 0                | 0                | 0                | 1                | 0                |
| 2020             | 柏               | 37               | J1               | 4                | 0                | 2                | 0                | -                | -                | 6                | 0                |
| 2021             | 柏               | 37               | J1               | 2                | 0                | 1                | 0                | 0                | 0                | 3                | 0                |
| 2022             | 柏               | 37               | J1               | 4                | 0                | 4                | 1                | 1                | 0                | 9                | 1                |
| 2022             | 水戸             | 37               | J2               | 8                | 0                | -                | -                | -                | -                | 8                | 0                |
| 2023             | 水戸             | 25               | J2               | 27               | 5                | -                | -                | 1                | 0                | 28               | 5                |
| 2024             | 柏               | 25               | J1               | 8                | 0                | 4                | 1                | 2                | 0                | 13               | 1                |
| 2025             | いわき           | 25               | J2               |                  |                  |                  |                  |                  |                  |                  |                  |
| 通算             | 日本             | 日本             | J1               | 18               | 0                | 11               | 2                | 3                | 0                | 32               | 2                |
| 通算             | 日本             | 日本             | J2               | 35               | 5                | 1                | 0                | 1                | 0                | 37               | 5                |
| 総通算           | 総通算           | 総通算           | 総通算           | 53               | 5                | 12               | 2                | 4                | 0                | 69               | 7                |

- 2019年は2種登録選手

出場歴
- 公式戦初出場 - 2019年4月10日 ルヴァンカップ・グループステージ第3節 vsベガルタ仙台（ユアテックスタジアム仙台）
- 公式戦初得点 - 2022年4月13日 ルヴァンカップ・グループステージ第4節 vsサガン鳥栖（駅前不動産スタジアム）

- Jリーグ初出場 - 2020年9月13日 J1第16節 vsサガン鳥栖（駅前不動産スタジアム）
- Jリーグ初得点 - 2023年7月9日 J2第25節 vsいわきFC（いわきグリーンフィールド）

## 代表歴
- U-21日本代表
  - 千葉キャンプ（2022年）